# União Operário Esportivo e Recreativo
O União Operário Esporte Recreativo é um clube de futebol brasileiro da cidade de Laranjeiras do Sul, no estado do Paraná. Suas cores são vermelho e preto.
A principal conquista da equipe foi ser vice-campeã do Campeonato Paranaense da Segunda Divisão de 1990, perdendo o título para o Grêmio Goioerê.
Na final, houve dois confrontos, sendo que o primeiro o Goioerê ganhou por 1 a 0. No segundo jogo, o vencedor foi o União Operário, por 2 a 0. O regulamento da competição determinava que na igualdade de pontos (sem a preocupação de saldo de gols na fase final), o campeonato seria definido nos pênaltis. Nas cobranças, o Grêmio marcou 9 gols, contra 8 do União Operário, perdendo o campeonato na última cobrança.